# Лаврик Іван Іванович
Іва́н Іва́нович Ла́врик (нар. 1922 — пом. 1993) — радянський військовик часів Другої світової війни, командир вогневого взводу 158-го гвардійського артилерійського полку 78-ї гвардійської стрілецької дивізії (7-ма гвардійська армія), гвардії молодший лейтенант. Герой Радянського Союзу (1943).

## Життєпис
Народився 15 липня 1922 року в селі Черемушній, нині Валківського району Харківської області, в селянській родині. Українець. Після здобуття середньої освіти навчався в Харківському машинобудівному технікумі.
До лав РСЧА призваний Харківським МВК у липні 1941 року. У 1942 році закінчив прискорений курс Харківського військового училища протитанкової артилерії. Учасник німецько-радянської війни з вересня 1942 року. Брав участь у Сталінградській битві. Член ВКП(б) з 1943 року.
Особливо командир вогневого взводу 158-го гвардійського артилерійського полку 78-ї гвардійської стрілецької дивізії гвардії молодший лейтенант І. І. Лаврик відзначився відзначився під час битви за Дніпро. 26 вересня 1943 року разом із штурмовою групою піхоти під щільним артилерійським вогнем супротивника його взвод переправився через Дніпро на острів Глинськ-Бородаївський, поблизу села Домоткань Верхньодніпровського району Дніпропетровської області й відразу ж відкрив вогонь по вогневим точкам супротивника. Того дня бійцями взводу знищено 2 станкових, 3 ручних кулемети і до роти ворожої піхоти. Наступного дня, 27 вересня, коли ворог пішов у контратаку, обслуга гармати під командуванням І. І. Лаврика з відстані 70-90 метрів впритул розстрілювала супротивника, знищивши до роти піхоти і 2 ручних кулемети. Був поранений, але поле бою не полишив. Коли зкінчились снаряди, разом з піхотинцями підням артилеристів у атаку й відкинув ворога назад, тим самим забезпечивши утримання плацдарму на правому березі Дніпра.
Демобілізований у 1945 році. Повернувся до Харкова, працював заступником директора школи ФЗУ. У липні 1949 року знову призваний до лав ЗС СРСР. У 1951 році закінчив Курси удосконалення офіцерського складу. З 1977 року полковник І. І. Лаврик — у запасі. Мешкав у Харкові, працював у міськбудтресті.
Помер 4 листопада 1993 року. Похований на міському кладовищі № 2.

## Нагороди
Указом Президії Верховної Ради СРСР від 26 жовтня 1943 року «за успішне форсування річки Дніпро, міцне закріплення плацдарму на західному березі річки Дніпро та виявлені при цьому відвагу і героїзм», гвардії молодшому лейтенантові Лаврику Івану Івановичу присвоєне звання Героя Радянського Союзу з врученням ордена Леніна і медалі «Золота Зірка» (№ 3528).
Також нагороджений орденом Вітчизняної війни 1-го ступеня (11.03.1985), двома орденами Червоної Зірки (19.07.1943, 25.10.1943) і медалями.

## Пам'ять
У 2013 році на фасаді будинку, в якому мешкав І. І. Лаврик, встановлено меморіальну дошку.